# Selyemlepke
A selyemlepke (Bombyx mori) a rovarok (Insecta) osztályának lepkék (Lepidoptera) rendjébe, ezen belül a selyemlepkefélék (Bombycidae) családjába tartozó faj. Régi, már nem használatos elnevezései: selymér, selyembogár vagy szederselymér

## Előfordulása
Japánban és Kínában tenyésztik a legnagyobb számban, de a volt Szovjetunió területén, Indiában, Pakisztánban, Törökországban, Franciaországban és Olaszországban is vannak selyemlepkét tenyésztő farmok. A selyemlepke vadon élő őse már nem található meg a szabad természetben. Évszázadok óta hatalmas állományait tenyésztik selymük mennyisége és minősége miatt.

## Megjelenése
A kifejlett selyemlepkéknek két pár szárnyuk van. Szárnyfesztávolságuk 10 centiméter. A hernyó hossza 8,5 centiméter. A háziasított Bombyx mori ennél sokkal kisebb: szárnyfesztávolsága 3-4 centiméter, hernyója 7-8 centiméter, s változatos mintázatú a fajtavariánstól függően. A hernyónak rágószájszerve van, a kifejlett lepke szájszerve azonban csökevényes. A lepke fehér, vagy drapp színű, nagyon halvány vonalakkal mintázva.

## Életmódja
A selyemlepke csak háziasított fajként létezik. Tápláléka az eperfa leveléből áll. A kifejlett állat 3-5 napig él, a hernyók pedig 4-6 hétig élnek.

## Szaporodása
A kifejlett lepkéknek a gubóból való kibújást követően rögtön párosodniuk kell. A nőstény erős szagjelekkel csalogatja a hímet, amely legyezőszerűen megnagyobbodott csápjával érzékeli az üzenetet. A nőstény egy levélen helyezi el maximum 500 petéjét, ezt követően hamarosan elpusztul. A lárvák kibújáskor feketék és szőrösek; kelésük időpontja a környezet hőmérsékletétől függ. A hernyó fejlődése során többször is vedlik, végül fehér színű és csupasz testű lesz. A hernyó hat hétig táplálkozik, majd a növény szárán selyemgubót sző maga köré, amelyben bebábozódik. A bebábozódás és a lepke előbújása között 2-3 hét telik el.

## Érdekességek

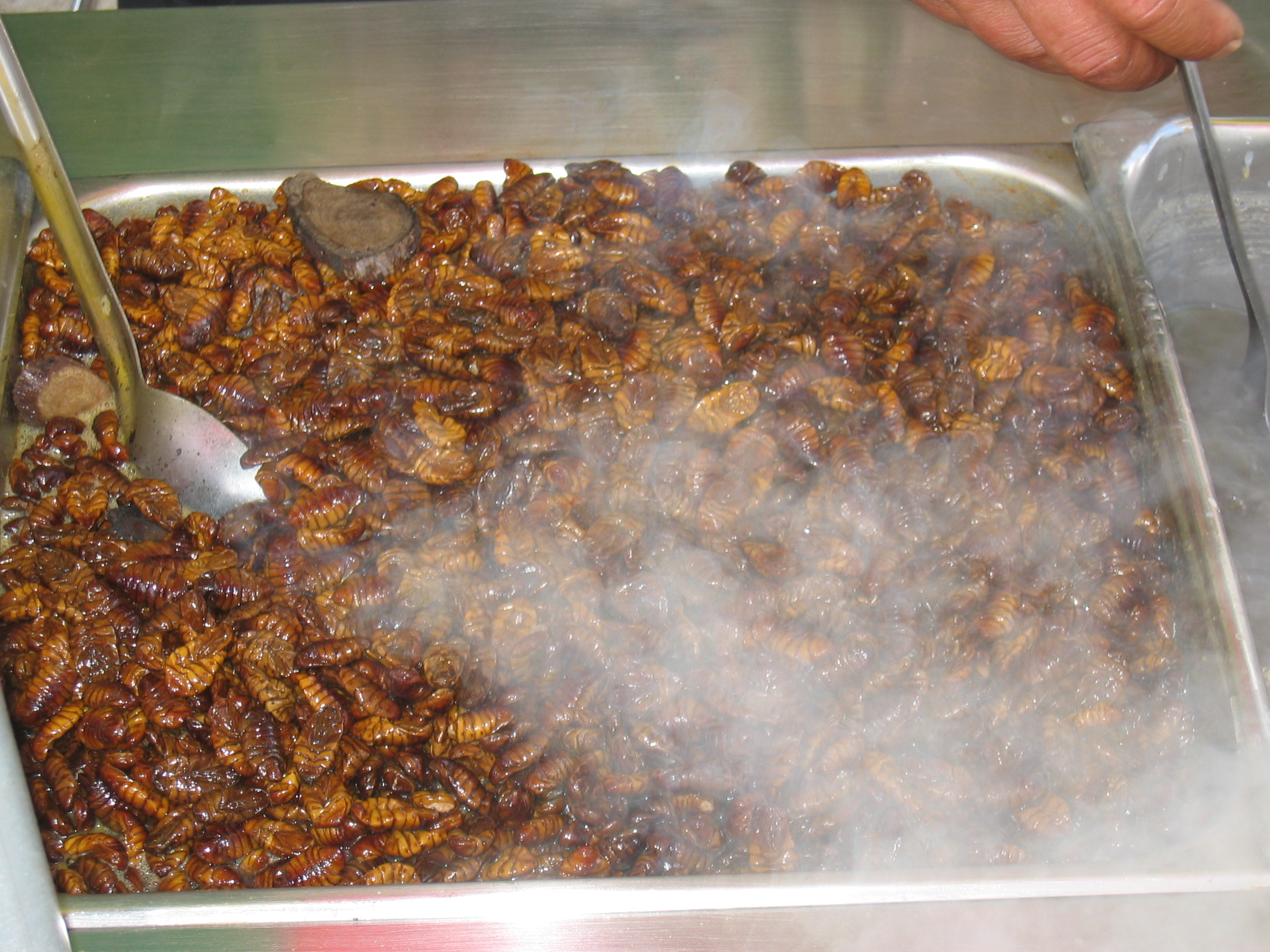
Pondegi, selyemhernyóból készült koreai étel

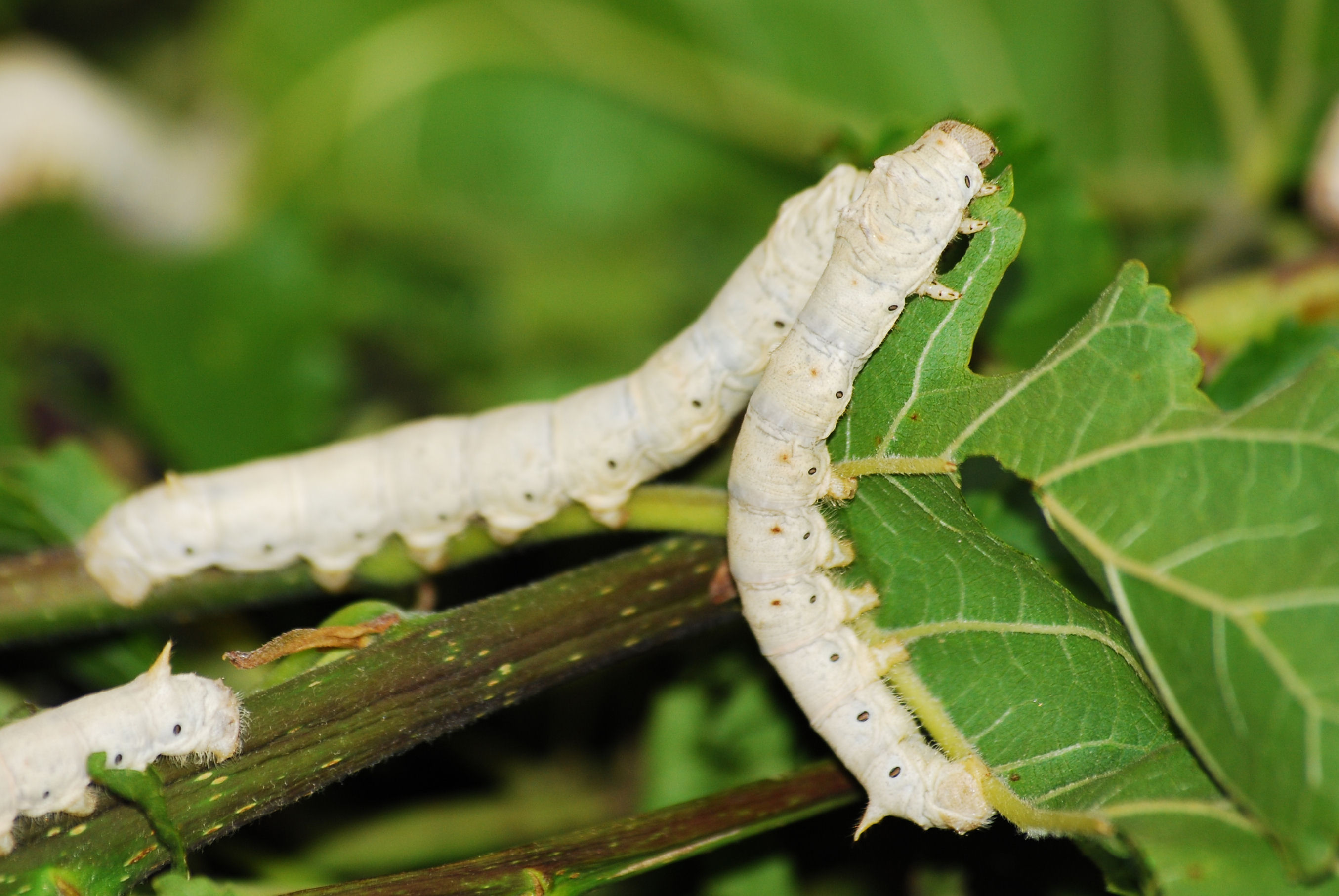
Selyemlepke hernyója

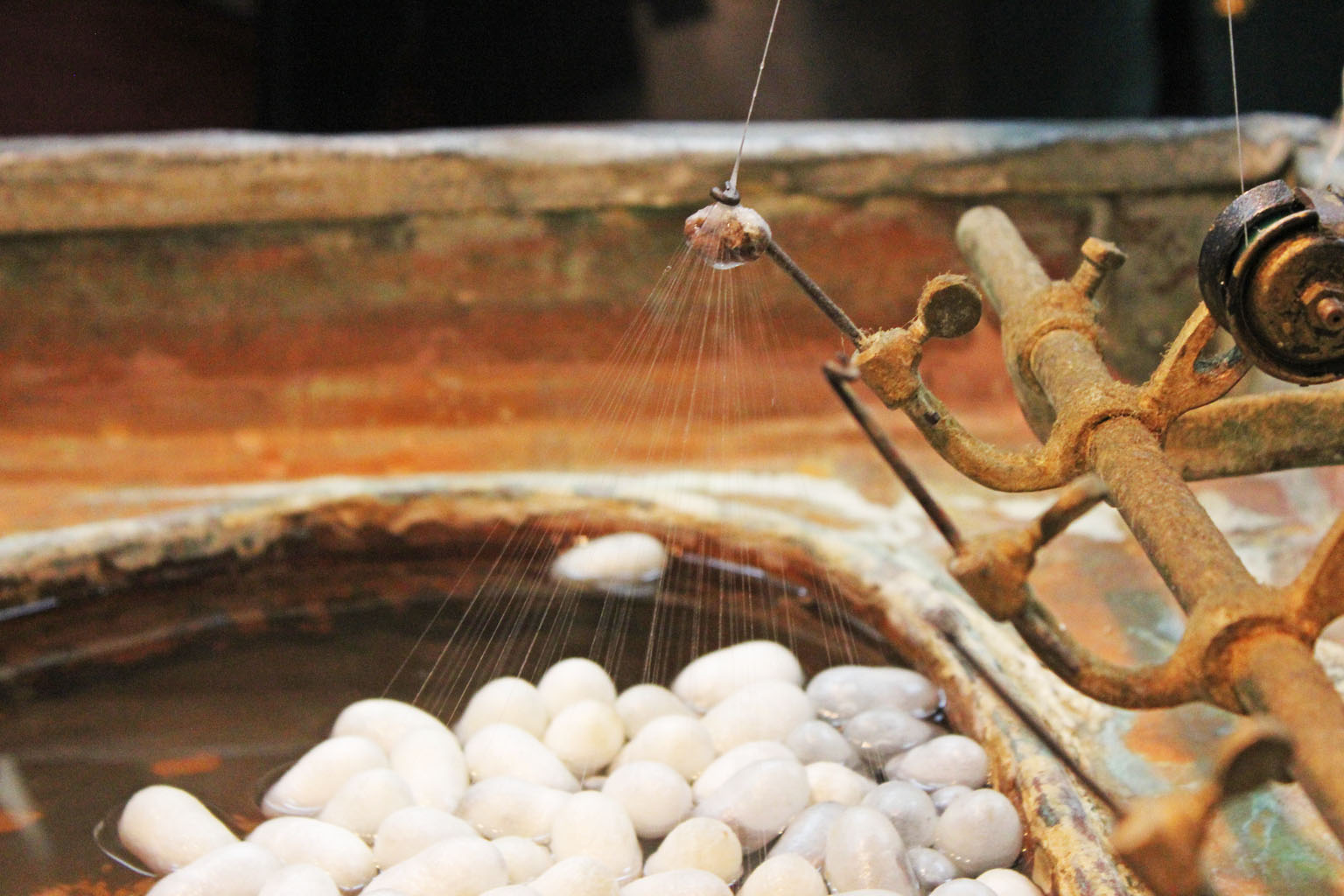
A selyemszál a selyemhernyók gubóiból készül, mivel a selyemszálat nem lehet legombolyítani, ha már a lepke kibújt, ezért még báb állapotban elpusztítják a "fojtás" alkalmával, amit meleg levegővel való szárítással oldanak meg. Ezután a gubókat főzik, majd a selyemszálakat felgombolyítják

A selyemlepkét több mint 4000 évvel ezelőtt Kínában kezdték el tenyészteni.
A gubó egyetlen selyemfonálból áll, melynek hossza a 3 kilométert is elérheti.
A selyem minőségét annak finomsága határozza meg, amit denier-ben (ejtsd: dönié, rövidítve: den) mérnek. Ez a mérőszám 9000 méter hosszú selyemszál tömegét adja meg grammban.
A selyemlepke bábállapotú hernyóját nassolnivalóként is fogyasztják Ázsia több országában, Koreában például pondegi (번데기) néven, utcai árusoknál, éttermekben és konzerv formában is kapható.

## Rokon fajok
Két másik selyemlepke faj: az Antherea mylitta és az Attacus atlas.